# Żurobice
Żurobice – wieś w Polsce położona w województwie podlaskim, w powiecie siemiatyckim, w gminie Dziadkowice.
Wieś założona w dobrach królewskich. W 1536 nadana chorążemu drohickiemu Piotrowi Borychowskiemu.
W latach 1975–1998 miejscowość administracyjnie należała do województwa białostockiego.
We wsi znajduje się cmentarz prawosławny założony w XIX wieku. 
Według Powszechnego Spisu Ludności z 1921 roku wieś zamieszkiwało 438 osób, wśród których 263 było wyznania prawosławnego, 148 rzymskokatolickiego, a 27 mojżeszowego. Jednocześnie 250 mieszkańców zadeklarowało białoruską przynależność narodową, 161 polską, a 27 żydowską. Było tu 88 budynków mieszkalnych. 
Prawosławni mieszkańcy wsi należą do parafii św. Dymitra w Żerczycach, a wierni kościoła rzymskokatolickiego należą do parafii Trójcy Przenajświętszej w Dziadkowicach.

## Zabytki
- drewniana cerkiew prawosławna (dawniej unicka) pod wezwaniem św. Michała Archanioła, należąca do parafii w Żerczycach, XVIII, nr rej.:A-47 z 25.11.1966[10].